# Grzegorz Dziubek
Grzegorz Artur Dziubek (ur. 9 lutego 1974 w Kielcach) – polski urzędnik i samorządowiec, w latach 2012–2014 wicewojewoda świętokrzyski, od 2014 burmistrz Włoszczowy.

## Życiorys
Ukończył studia na Akademii Rolniczej w Lublinie. Od 1999 do 2003 zatrudniony był w Wojewódzkim Ośrodku Doradztwa Rolniczego. Podjął następnie pracę w powiatowym biurze Agencji Restrukturyzacji i Modernizacji Rolnictwa we Włoszczowie, zostając w 2008 jego kierownikiem.
Wstąpił do Polskiego Stronnictwa Ludowego. Został prezesem zarządu powiatowego partii we Włoszczowie i wiceprezesem zarządu wojewódzkiego w Kielcach.
W 2002 został wybrany na radnego Włoszczowy. Reelekcję uzyskiwał w 2006 i 2010, kiedy otrzymał najwięcej głosów w gminie (347). Był wiceprzewodniczącym i przez krótki okres przewodniczącym rady. W wyborach parlamentarnych w 2011 bezskutecznie ubiegał się o mandat posła w okręgu nr 33. 16 lipca 2012 został powołany na stanowisko wicewojewody świętokrzyskiego. W 2014 został wybrany w pierwszej turze wyborów na urząd burmistrza Włoszczowy, uzyskując 56,8% głosów. W 2018 ponownie wybrano na burmistrza w pierwszej turze głosowania, otrzymał wówczas 67,6% głosów. W wyborach w 2024 z powodzeniem ubiegał się o reelekcję, pokonując w drugiej turze głosowania Pawła Kwietniewskiego z Prawa i Sprawiedliwości.

## Życie prywatne
Od 2002 żonaty z Anetą. Ma syna.